# Tinantia violacea
Tinantia violacea är en himmelsblomsväxtart som beskrevs av Otto Rohweder. Tinantia violacea ingår i släktet änketårssläktet, och familjen himmelsblomsväxter. Inga underarter finns listade.